# Siegfried Wolf (Fußballspieler)

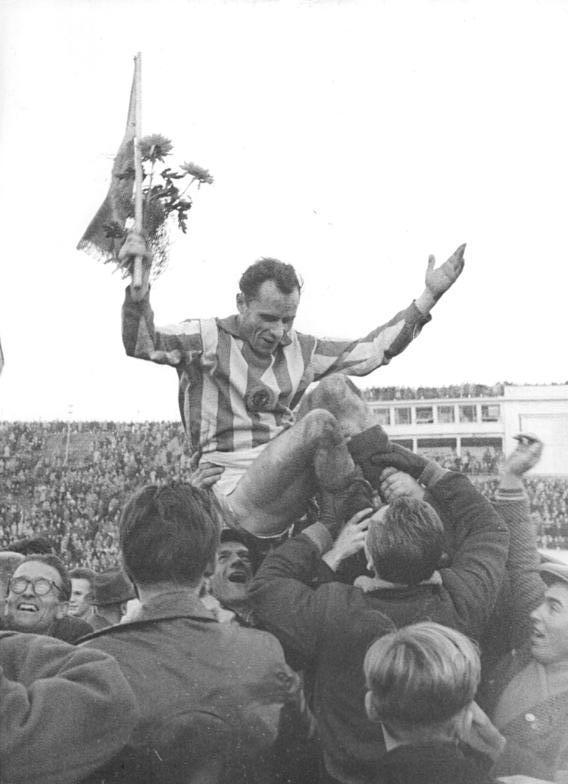
Siegfried Wolf 1959

Siegfried Wolf (* 5. Januar 1926 in Bernsbach; † 16. Juli 2017) war ein deutscher Fußballspieler.

## Sportliche Laufbahn
Siegfried Wolf spielte in seiner Jugend bei Saxonia Bernsbach und BSG Aufbau Aue-Bernsbach.  Zur Saison 1950/51 wechselte er zur BSG Zentra Wismut Aue, die zuvor aus der Landesklasse Sachsen in die zweitklassige DDR-Liga aufgestiegen war. Der Mannschaft  gelang in der Liga ein Durchmarsch und stieg in die DDR-Oberliga auf. Als rechter Stürmer hatte Wolf alle 18 Ligaspiele absolviert  und mit zehn Toren zum Erfolg beigetragen, am 12. Spieltag erzielte er fünf Treffer.
Auch in seiner ersten Oberligasaison 1951/52 wurde Siegfried Wolf wieder als Rechtsaußenstürmer eingesetzt. In der aus sportpolitischen Gründen auf 36 Spieltage aufgeblähten Spielzeit kam Wolf wegen einer Verletzung nur zu 26 Punktspielen, war mit acht Toren aber wieder treffsicherer Schütze. In den folgenden 13 Spielzeiten war er ununterbrochen eine wichtige Stütze der Mannschaft, die selbst in den nächsten Jahren zweimal einer Namensnennung unterworfen wurde (1954 SC Wismut Karl-Marx-Stadt -Stadion in Aue-, 1963 Rückbenennung in BSG Wismut Aue). In seinen 298 Oberligaspielen war seine Stammposition sowohl im Mittelfeld wie auch als halblinker Stürmer. Daneben bestritt Wolf auch zwölf Spiele im Europapokal der Landesmeister, wobei er 1959 mit dem Erreichen des Viertelfinales seinen Höhepunkt erlebte. In den Spielzeiten 1956, 1957 und 1959 wurde er mit dem SC Wismut DDR-Meister, 1955 Pokalsieger.
Am 18. September 1955 bestritt Siegfried sein erstes Länderspiel. Beim 3:2-Auswärtssieg über Rumänien wurde er wie in der Oberliga als linker Läufer eingesetzt, dies geschah auch bis auf eine Ausnahme in allen seinen 17 Länderspielen. Seine wichtigsten Einsätze hatte er in vier WM-Qualifikationsspielen und einer EM-Qualifikationsbegegnung. In seiner Länderspiellaufbahn gewann er acht Spiele, spielte zweimal Unentschieden und verlor sieben Partien. Zu Torerfolgen kam er nicht.
In der Saison 1961/62, die wegen der Rückkehr vom Kalenderjahr- auf den Sommer-Frühjahr-Spielrhythmus mit 39 Spieltagen ausgetragen wurde, machten sich bei Wolf die ersten Ausfallerscheinungen bemerkbar. In der Hinrunde musste er bei sechs Spielen wegen einer Magenerkrankung pausieren, in der Rückrunde fehlte er wegen eines Beinbruchs bei elf Punktspielen. 1962/63 und 1963/64 musste er von den jeweils 26 Meisterschaftsspielen 14 bzw. acht Begegnungen ausfallen lassen. 1964/65 erlitt er zum zweiten Mal einen Beinbruch und kam nur noch zu 16 Oberligaeinsätzen. Zum ersten Mal gelang ihm auch kein Punktspieltor. Zur Saison 1965/66 führte die BSG Wismut 39 Jahre alten Siegfried Wolf nicht mehr im Spieleraufgebot. Wegen akuter Personalnot kam er aber doch noch einmal am 6. Spieltag als Linksaußenstürmer zum Einsatz. Die fuwo lobte seinen Kampfeswille, kritisierte ihn aber auch, weil er keine Bindung zu seinen Mitspielern fand.
Zusammen mit seinem Bruder Karl Wolf nahm er Anfang Februar 1956 vom Stellvertreter des Vorsitzenden des Ministerrats, Walter Ulbricht, die staatliche Auszeichnung Meister des Sports entgegen und war somit einer von sechs Fußballspielern der DDR, die an jenem Tag diese Ehrung erhielten.
In seinen 16 Spielzeiten bei der BSG und den SC Wismut bestritt Siegfried Wolf 368 Pflichtspiele und erzielte dabei 67 Tore. Damit war er lange Zeit der Rekordspieler der Auer, ehe seine Anzahl an Spielen 1984 von Holger Erler übertroffen wurde.

## Auszeichnungen
- Meister des Sports: 1956